# Списак позивних бројева у Северној Македонији
Међународни позивни број за Северну Македонију је +389. Формат телефонских бројева:
+389 2 xxxxxxx  географски бројеви - Скопље
+389 3x xxxxxx  географски бројеви 
+389 4x xxxxxx  географски бројеви 
+389 5xx xxxxx  додатна вредност, заједнички приход, тзв. вруће линије
+389 7x xxxxxx  мобилни 
+389 8xx xxxxx  бесплатни, заједнички трошак
1хх је општи формат кратких бројева (нпр. 112 за хитне случајеве); формат 10хх је за приступ оператеру . 
| Мрежна група | Број | Општине покривене тим бројем |
| ------------ | ---- | --- |
| Скопје       | 2    | Град Скопље: (Аеродром, Центар, Сарај, Кисела вода, Гази Баба, Бутел, Шуто Оризари, Карпош, Чаир, Ђорче Петров), Арачиново, Чучер-Сандево, Илинден, Петровец, Сопиште, Студеничани, Зелениково |
| Куманово     | 31   | Куманово, Липково, Кратово, Крива паланка, Ранковце, Старо Нагоричане |
| Штип         | 32   | Штип, Пробиштип, Радовиш, Свети Николе, Конче, Карбинци, Лозово |
| Кочани       | 33   | Кочани, Делчево, Берово, Пехчево, Виница, Македонска Каменица, Зрновци, Чешиново-Облешево |
| Струмица     | 34   | Струмица, Валандово, Василево, Босилово, Ново Село, Дојран, Богданци, Гевгелија |
| Гостивар     | 42   | Гостивар, Врапчиште, Маврово и Ростуша |
| Велес        | 43   | Велес, Кавадарци, Неготино, Чашка, Градско, Росоман |
| Тетово       | 44   | Тетово, Јегуновце, Боговиње, Брвеница, Теарце, Желино |
| Кичево       | 45   | Кичево, Македонски Брод |
| Охрид        | 46   | Охрид, Струга, Вевчани, Дебарца, Дебар, Центар Жупа |
| Битола       | 47   | Битола, Ресен, Новаци, Могила, Демир Хисар |
| Прилеп       | 48   | Прилеп, Крушево, Кривогаштани, Долнени |

## Мобилни префикси
| префикс         | Мобилна компанија  |
| --------------- | ------------------ |
| 070,071,072     | Македонски Телеком |
| 073             | ГреенМобиле Прилеп |
| 074             | Телекабел          |
| 075,076.077,078 | А1 Македонија      |
| 079             | ЛајкаМобајл        |